# Stenoptilia balsami
Stenoptilia balsami is een vlinder uit de familie vedermotten (Pterophoridae). De wetenschappelijke naam van deze soort is voor het eerst geldig gepubliceerd in 2010 door Arenberger.
De soort komt voor in tropisch Afrika.